# Dorothy Franey
Dorothy Louise Franey, gift Langkop, född 25 oktober 1913 i South St. Paul, Minnesota, död 10 januari 2011 i Saint Paul, Minnesota, var en amerikansk skridskoåkare. Hon deltog i uppvisningsgrenen skridsko för damer i de olympiska vinterspelen 1932 i Lake Placid. Hon kom trea på 1 000 meter, femma på 1 500 meter, men lyckades inte kvalificera sig till finalen på 500 meter.